# Niles Eldredge
Niles Eldredge (nascido em 25 de agosto de 1943) é um paleontólogo estadunidense que, juntamente com o colega Stephen Jay Gould (1941-2002), propôs uma teoria científica formulada originalmente em 1972 chamada de equilíbrio pontuado, segundo a qual a evolução das espécies não se dá de forma constante, mas alternando longos períodos de poucas mudanças com rápidos saltos transformativos.

### Publicações
- With J. Cracraft (eds.) 1979. Phylogenetic Analysis and Palaeontology. Columbia University Press, New York
- With J. Cracraft. 1980. Phylogenetic Patterns and the Evolutionary Process. Method and Theory in Comparative Biology. Columbia University Press, New York, 349 p. Japanese edition, Soju Shobo, 1990
- 1982. The Monkey Business: A Scientist Looks at Creationism. Pocket Books, New York. 157 p. Japanese edition, 1992
- With I. Tattersall. 1982. The Myths of Human Evolution. Columbia University Press, New York. 197 p. Japanese edition arranged through Columbia U. Press.; Spanish edition 1986: Fondo de Cultura Economica, Mexico; Portuguese ed.: 1984, Zahar Editores, Rio de Janeiro; Italian ed., 1984: Boringheri
- With S. M. Stanley (eds.). 1984. Living Fossils. Springer Verlag, New York.
- 1985. Time Frames. Simon and Schuster, New York. 240 pp. Great Britain: Heilman; Princeton University reprint edition. Italian edition, 1991, hopefulmonster editore
- 1985. Unfinished Synthesis: Biological Hierarchies and Modern Evolutionary Thought. Oxford University Press, New York
- 1987. Life Pulse: Episodes in the History of Life. Facts on File, New York. Pelican edition (Great Britain)
- (ed.). 1987. Natural History Reader on Evolution. Columbia University Press, New York
- 1989. Macroevolutionary Dynamics: Species, Niches and Adaptive Peaks. McGraw Hill, New York. Japanese edition: McGraw Hill Publishing Co., Japan, Ltd.ëë
- With D. Eldredge and G. Eldredge. 1989. The Fossil Factory. Addison Wesley Publishing Co., Reading, Massachusetts
- 1991. The Miner's Canary: Extinctions Past and Present. Prentice Hall Books, New York; English edition: Virgin Publishing, Ltd.; Korean edition: Moeum Publishers; Italian edition: Sperling & Kupfer. German Edition: Spektrum; U.S. paperback edition: Princeton University Press
- 1991. Fossils: The Evolution and Extinction of Species. Photographs by Murray Alcosser. Abrams, New York; Australian edition: Houghton Mifflin; English edition: Aurum Press; German edition: Belser Verlag
- (ed.). 1992. Systematics, Ecology and the Biodiversity Crisis. Columbia University Press, New York
- With M. Grene. 1992. Interactions: The Biological Context of Social Systems. Columbia University Press, Cambridge, Massachusetts
- 1995. Reinventing Darwin: The Great Debate at the High Table of Evolutionary Theory. John Wiley and Sons, New York; English edition: Orion; Italian edition: Giulio Einaudi Editore
- 1995. Dominion. Henry Holt and Co; paperback edition, University of California Press, 1997
- 1998. Life in the Balance: Humanity and the Biodiversity Crisis. Princeton University Press. Portugal: Dinalivre; China/Taiwan: International Publishing Co.; Poland: Proscynski; Japan: Seidosha; Spain: TusQuets; Italy: Giulio Einaudi Editore
- 1999. The Pattern of Evolution. W. H. Freeman and Co., New York
- 2000. The Triumph of Evolution...And the Failure of Creationism. W.H. Freeman and Co., New York
- (ed.). 2002. Life on Earth: An Encyclopaedia of Biodiversity, Ecology and Evolution. ABC-CLIO, Santa Barbara, California
- 2004. Why We Do It: Rethinking Sex and the Selfish Gene. W.W. Norton, New York
- 2005. Darwin: Discovering the Tree of Life. W.W. Norton, New York
- 2014. Extinction and evolution : what fossils reveal about the history of life, ISBN 978-1-77085-359-1; Firefly Books, Toronto
- 2014. Concrete Jungle. New York City and Our Last Best Hope for a Sustainable Future. University of California Press, Oakland.
- 2015. Eternal Ephemera: Adaptation and the Origin of Species from the Nineteenth Century through Punctuated Equilibria and Beyond. Columbia University Press, New York, New York.
- 2016. With T. Pievani, E. Serrelli, and I. Tëmkin (eds.). Evolutionary Theory. A Hierarchical Perspective. University of Chicago Press, Chicago.